# Kazimierz Smulikowski
Kazimierz Franciszek Nikodem Smulikowski (ur. 15 września 1900 we Lwowie, zm. 19 września 1987 w Warszawie) – polski geolog, petrograf i mineralog.

## Życiorys
Urodził się w rodzinie znanych prawników lwowskich. Początkowo uczył się w domu. Od 1910 uczęszczał do VIII Gimnazjum Realnego we Lwowie, które ukończył w 1918. W tym samym roku zapisał się na Kurs Górniczy przy Wydziale Mechanicznym Politechniki Lwowskiej.
W latach 1919–1920 studiował geologię na Akademii Górniczej w Krakowie. W 1920 powrócił na Politechnikę Lwowską, a od 1921 studiował mineralogię na Wydziale Filozoficznym Uniwersytetu Jana Kazimierza, u prof. Juliana Tokarskiego.
W latach 1921–1930 był asystentem na Politechnice Lwowskiej.
Doktorat uzyskał w 1924 na Uniwersytecie Jana Kazimierza, na podstawie pracy o glaukonitach i piaskach glaukonitowych okolic Żółkwi, a w 1929 się habilitował (praca o cieszynitach śląskich).
W latach 1930–1939 był zatrudniony na Uniwersytecie Poznańskim, do 1934 na stanowisku docenta, a do 1939 – profesora nadzwyczajnego.
Podczas II wojny światowej, w latach 1940–1941 i 1944–1945 był zatrudniony na Uniwersytecie Iwana Franki we Lwowie. W latach 1941–1944 pracował w Amt für Bodenforschung (Zweigstelle Lemberg). W czasie okupacji był też karmicielem wszy w Instytucie Badań nad Tyfusem Plamistym i Wirusami profesora Rudolfa Weigla.
Po wojnie, w 1945 objął Katedrę Mineralogii i Petrografii Uniwersytetu Poznańskiego. W latach 1948–1950 był prodziekanem, a w latach 1951–1952 dziekanem Wydziału Matematyczno-Przyrodniczego tego uniwersytetu.
W 1952 został przeniesiony do Warszawy, do tworzonego na Uniwersytecie Warszawskim Wydziału Geologii. Został tam kierownikiem Zakładu Petrografii Skał Krystalicznych, a następnie Katedry Petrografii. W 1953 nadano mu tytuł doktora nauk geologicznych.
W 1956 został wybrany członkiem korespondentem, a w 1966 członkiem rzeczywistym PAN. W 1970 przeszedł do Zakładu Nauk Geologicznych PAN i został sekretarzem Wydziału III PAN. Członek Polskiego Towarzystwa Geologicznego.
W 1982 roku Uniwersytet Wrocławski przyznał mu tytuł doktora honoris causa.
Zmarł w Warszawie, pochowany na cmentarzu Powązkowskim (kwatera a-5-14).

## Ordery i odznaczenia
- Order Sztandaru Pracy II klasy (1969)
- Krzyż Komandorski Orderu Odrodzenia Polski (1959)
- Medal 10-lecia Polski Ludowej (19 stycznia 1955)[4]